# Enguiço
Enguiço ist das Debütalbum der brasilianischen Singer-Songwriterin Adriana Calcanhotto. Es erschien 1990 bei CBS. Auf dem Album interpretiert sie Titel verschiedener brasilianischer Künstler, darunter João Donato, Roberto Carlos (Caminhoneiro), Raphael Rabello, Carmen Miranda und Lupicínio Rodrigues. Gewidmet ist es der Sängerin Maria Bethânia.
Das Album begründete ihren Ruf als sensible Interpretin. 1991 wurde sie dafür als weibliche Entdeckung mit dem Prêmio Sharp geehrt.

## Trackliste
1. Enguiço
2. Naquela Estação
3. Caminhoneiro
4. Sonifera Ilha
5. Disseram Que Eu Voltei Americanizada
6. Orgulho De Um Sambista
7. Nunca
8. Pão Doce
9. Mortaes
10. Injuriado[4]

## Rezeption
Allmusic vergibt an das Album 4 von 5 Sternen und urteilt, dass sich Adriana Calcanhotto auf ihrem ersten Album als sensible Interpretin erweist.(„The first album from Adriana Calcanhotto, Enguicoreveals her to be a sensitive interpreter sensitive interpreter“)